# Woran dein Herz hängt
Woran dein Herz hängt ist ein deutscher Fernsehfilm aus dem Jahr 2009. In der Hauptrolle der Komödie spielt Julia Koschitz eine alleinerziehende Mutter, die am Messie-Syndrom leidet. Der Film wurde am 12. Juni 2009 im Freitagabendprogramm des Ersten ausgestrahlt.

## Handlung
Sandra Lindt ist alleinerziehende Mutter und leidet am Messie-Syndrom, sie sammelt die unterschiedlichsten Dinge und kann auch nichts wegwerfen. Deshalb darf ihr 6-jähriger Sohn Dennis keine Freunde einladen und auch sonst niemand außer den beiden die vollgestellte Wohnung betreten. Sandra versucht sich mit anderen Bewohnern energisch gegen eine Immobilienfirma zur Wehr zu setzen, welche die Mieter aus ihren Wohnungen vertreiben möchte, um dort neue Bauprojekte verwirklichen zu können. Zu diesem Zweck wurde Anwalt Siegfried auf die Bewohner angesetzt, um sie mit seinem Charme vom Vorteil eines Umzugs zu überzeugen. Er gibt vor, den Schuppen hinter dem Haus mit dem alten Segelboot darin geerbt zu haben. Doch Siegfried verliebt sich in Sandra. Sie weicht seinen ersten Annäherungsversuchen geschickt aus, damit er nichts von dem chaotischen Zustand ihrer Wohnung erfährt.
Sandra sucht wegen ihrer Probleme Unterstützung in einer anonymen Selbsthilfegruppe, um zu lernen, wie sie sich von unnötigen Dingen trennen kann. Siegfried versucht weiter, sie besser kennenzulernen, er lädt sie zu einem Konzert ein oder picknickt mit ihr am Elbufer. Als sich Siegfried beim Instandsetzen des Segelboots schneidet und Dennis ihn verarztet, sieht er erstmals den Zustand der Wohnung. Von einer guten Nachbarin erfährt er mehr über Sandra, auch informiert er sich bei einer Freundin über das Messie-Syndrom. Als er Sandra nach einem Ausflug mit dem Segelboot beichtet, für wen er eigentlich arbeite und dass er ihre Wohnung gesehen habe, reagiert Sandra verärgert und wünscht keinen Kontakt mehr mit ihm. Auch macht sie Dennis Vorwürfe, weil er Siegfried in die Wohnung gelassen hat. Doch die Nachbarin bringt Sandra dazu, Siegfried noch einmal aufzusuchen und miteinander zu sprechen. Sie erzählt von ihren Problemen und sieht in ihm die Möglichkeit, sich zu ändern. Siegfried wisse allerdings nicht, ob das mit ihnen funktioniert, worauf hin sie geht. Nachdem er noch einmal über alles nachgedacht hat, geht er zu Sandra in die Reinigung, in der sie arbeitet. Siegfried sagt, er könne nicht garantieren, dass es funktioniert, er wisse aber auch, dass es nicht mehr ohne sie geht, woraufhin sich beide küssen. 
Zum Schluss entrümpelt Sandra ihre Wohnung und zieht gemeinsam mit Dennis zu Siegfried. Es ist beim Verstauen im Kofferraum zu sehen, dass sie sich dennoch von einigen Sachen nicht wirklich trennen kann.

## Produktion
Der Film wurde vom 24. April 2008 bis zum 29. Mai 2008 in Hamburg und Umgebung gedreht.

## Rezeption

### Kritiken
Das Lexikon des internationalen Films schreibt über den Film: „Recht einfallsreiche romantische (Fernseh-)Komödie mit ernstem Hintergrund.“
Rainer Tittelbach gibt dem Film in seiner Besprechung bei tittelbach.tv insgesamt 4 von 6 möglichen Sternen. Auch wenn die Geschichte „dem Trampelpfad der Romantic Comedy“ folge, sei der Film durchaus als Lichtblick des beliebten Wohlfühlgenres zu betrachten. Ein paar spielerisch überdrehte Szenen seien besonders sehenswert, sie erinnerten an amerikanische Screwballkomödien. Der Film habe mit dem Messiesyndrom ein wichtiges und ernstes Thema zum Inhalt – so sei auch der Titel zu verstehen. Besonders lobt der Tittelbach die Besetzung von Julia Koschitz als ideales Gesicht für eine solche physische Komödie. „Wenn die Augen rollen, die Mimik Purzelbäume schlägt, da kann schon ein Hauch von Doris Day oder Claudette Colbert aufkommen.“

### Einschaltquote
Die Erstausstrahlung am 12. Juni 2009 im Ersten sahen 4,16 Millionen Zuschauer. Dies bedeutete einen Marktanteil von 16,0 %.